# Sender Neu-Jerusalem
Der Sender Neu-Jerusalem (Eigenschreibweise: Sender Neu Jerusalem) ist ein neureligiöser TV-Sender mit Sitz in Marktheidenfeld im unterfränkischen Landkreis Main-Spessart, der drei Satelliten-TV-Kanäle in zehn Sprachen veranstaltet und Teil der umstrittenen neuen religiösen Bewegung Universelles Leben (UL) ist. Gemeinsam mit Radio Santec, Radio Universelles Leben, Die Neue Zeit TV und Sophia TV gehört er zum Mediennetzwerk des UL.

## Sender

### Programme
Neben dem Hauptsender Sender Neu Jerusalem betreibt das Unternehmen New Jerusalem Broadcasts und Gabriele-TV Afrika. Das Hauptprogramm bedient ausschließlich den deutschen Sprachraum, New Jerusalem Broadcasts sendet in Europa und Afrika in englischer Sprache, Gabriele-TV in portugiesischer und französischer Sprache sowie in mehreren regionalen afrikanischen Sprachen.

### Name
Der Name des Senders bezieht sich auf das „Neue Jerusalem“, das entsprechend der Lehre des Universellen Lebens von seinen Anhängern im Diesseits aufgebaut werden soll. Das Motto lautet: „Die wahre Schule ist das Leben“, welches auch der Name einer der Hauptsendungen ist.

## Programm
Das Programm des Senders ähnelt in großen Teilen dem Programm des restlichen Rundfunkprogramms des Universellen Lebens. Dazu zählen „göttliche Offenbarungen“, geskriptete „Gesprächsrunden“ sowie Meditationen und Naturreportagen.

## Beziehung zum Universellen Leben
Der Sender gibt selbst an, sein Programm unmittelbar von der Unterorganisation des UL Radio Santec zu beziehen. Zudem wird in den Sendungen immer wieder für Bücher oder Firmen des Universellen Lebens geworben.